# Statfold
Statfold – była wieś w Anglii, w hrabstwie Staffordshire, w dystrykcie Lichfield. Leży 36 km na południowy wschód od miasta Stafford i 166 km na północny zachód od Londynu.